# Avia B-135
Avia B.135 (định danh của RLM Av-135) là một loại máy bay tiêm kích một tầng cánh của Tiệp Khắc. Nó là một phiên bản sản xuất của Avia B.35 được phát triển trước chiến tranh thế giới II, dựa trên mẫu thử B.35/3 nhưng có cánh kim loại mới.

## Lịch sử
Mẫu thử B.135/1 thu hút sự chú ý của các sĩ quan Không quân Bungary tới thăm nhà máy Avia, một hợp đồng chế tạo 12 chiếc và 62 động cơ đã được ký, cũng như giấy phép để sản xuất thêm 50 khung thân máy bay nữa tại nhà máy DAR với tên gọi DAR 11 Lyastovitsa (tiếng Bulgary: "Лястовица"; "Chim nhạn"). Tuy nhiên, các nhà máy của DAR lại không đủ năng lực để sản xuất loại máy bay này, chỉ có 12 chiếc do Tiệp Khắc chế tạo. Sau đó chỉ có 35 động cơ được sản xuất do bị RLM ngăn cản, và không quân Bulgary được khuyến khích mua máy bay Messerschmitt Bf 109.

## Quốc gia sử dụng
Bulgaria
- Không quân Bulgary

## Tính năng kỹ chiến thuật (B.135)
Aircraft of the Third Reich Vol.1

### Đặc điểm riêng
- Tổ lái: 1
- Chiều dài: 8,5 m (27 ft 11 in)
- Sải cánh: 10,85 m (35 ft 7 in)
- Chiều cao: 1,6 m (5 ft 3 in)
- Diện tích cánh: 17 m2 (180 sq ft)
- Trọng lượng rỗng: 2.063 kg (4.548 lb)
- Trọng lượng cất cánh tối đa: 2.547 kg (5.615 lb)
- Động cơ: 1 × Avia (Hispano-Suiza) 12Ycrs V-12, 641 kW (860 hp)

### Hiệu suất bay
- Vận tốc cực đại: 535 km/h (332 mph; 289 kn) trên độ cao 4.000 m (13.000 ft)
- Vận tốc hành trình: 460 km/h (286 mph; 248 kn)
- Tầm bay: 550 km (342 mi; 297 nmi)
- Trần bay: 8.500 m (27.887 ft)
- Vận tốc lên cao: 13,5 m/s (2.660 ft/min)

### Vũ khí
- 1 pháo MG FF 20 mm (0,79 in)
- 2 khẩu súng máy ZB vz. 30 7.92 mm (0,312 in)